# (37543) 1981 ER8
1981 ER8 (asteroide 37543) é um asteroide da cintura principal. Possui uma excentricidade de 0.11740330 e uma inclinação de 4.52112º.
Este asteroide foi descoberto no dia 1 de março de 1981 por Schelte J. Bus em Siding Spring.